# Limnophora kaindiensis
Limnophora kaindiensis är en tvåvingeart som beskrevs av Shinonaga 2005. Limnophora kaindiensis ingår i släktet Limnophora och familjen husflugor. Inga underarter finns listade i Catalogue of Life.